# 胜境街道 (盘州市)
胜境街道，是中华人民共和国贵州省六盤水市盘州市下辖的一个街道办事处。
2015年6月4日，贵州省人民政府批复同意盘县乡镇行政区划调整，新设置的胜境街道辖原平关镇、火铺镇地域，街道办事处驻机关居委会。

## 行政区划
胜境街道下辖以下地区：
迤车村、大箐村、石脑村、胜境村、小街村、龙吉村、岩上村、二十二社区、向东坡社区、选煤厂社区、机关社区、炼山坡社区、大麦地社区、李子树村、火铺村、坡上村、滥泥箐村和沙淤村。